# Pentatlo moderno nos Jogos Sul-Americanos de 2018
As competições de pentatlo moderno nos Jogos Sul-Americanos de 2018 ocorreram entre 6 e 8 de junho em um total de 3 eventos. As competições aconteceram no Parque Aquático Mariscal Santa Cruz, no Pavilhão FEICOBOL e no Country Club Cochabamba, ambos localizados em Cochabamba, Bolívia.
O evento foi qualificatório para os Jogos Pan-Americanos de 2019, em Lima, Peru.

## Calendário
Horário local (UTC-4).
| Data       | Horário | Evento                                |
| ---------- | ------- | ------------------------------------- |
| 6 de junho | 08:45   | Natação - 200m livre feminino         |
| 6 de junho | 09:45   | Esgrima - Espada 1 toque feminino     |
| 6 de junho | 10:45   | Hipismo - Saltos feminino (1º bloco)  |
| 6 de junho | 11:00   | Hipismo - Saltos feminino (2º bloco)  |
| 6 de junho | 11:15   | Evento combinado feminino             |
| 7 de junho | 08:45   | Natação - 200m livre masculino        |
| 7 de junho | 09:45   | Esgrima - Espada 1 toque masculino    |
| 7 de junho | 10:45   | Hipismo - Saltos masculino (1º bloco) |
| 7 de junho | 11:00   | Hipismo - Saltos masculino (2º bloco) |
| 7 de junho | 11:15   | Evento combinado masculino            |
| 8 de junho | 08:45   | Natação - 200m livre misto            |
| 8 de junho | 09:45   | Esgrima - Espada 1 toque misto        |
| 8 de junho | 10:45   | Hipismo - Saltos misto (1º bloco)     |
| 8 de junho | 11:00   | Hipismo - Saltos misto (2º bloco)     |
| 8 de junho | 11:15   | Revezamento evento combinado          |

## Medalhistas
| Evento                     | Ouro                                           | Prata                                       | Bronze                                    |
| -------------------------- | ---------------------------------------------- | ------------------------------------------- | ----------------------------------------- |
| Masculino detalhes         | Esteban Bustos CHI Chile                       | Benjamín Ortiz CHI Chile                    | Sergio Villamayor ARG Argentina           |
| Feminino detalhes          | Iryna Khokhlova ARG Argentina                  | Johanna Zapata ARG Argentina                | Maria Iêda Guimarães BRA Brasil           |
| Revezamento misto detalhes | Maria Iêda Guimarães Victor Barbosa BRA Brasil | Pamela Zapata Emmanuel Zapata ARG Argentina | Lourdes Cuaspud Nelson Torres ECU Equador |

## Quadro de medalhas
| Ordem | País          | Medalha de ouro | Medalha de prata | Medalha de bronze | Total | Ordem por total |
| ----- | ------------- | --------------- | ---------------- | ----------------- | ----- | --------------- |
| 1     | ARG Argentina | 1               | 2                | 1                 | 4     | 1               |
| 2     | CHI Chile     | 1               | 1                |                   | 2     | 2               |
| 3     | BRA Brasil    | 1               |                  | 1                 | 2     | 2               |
| 4     | ECU Equador   |                 |                  | 1                 | 1     | 4               |
| TOTAL | TOTAL         | 3               | 3                | 3                 | 9     | —               |